# Iglesia de San Martín (Almonaster la Real)
La iglesia de San Martín es un templo católico en la población de Almonaster la Real, provincia de Huelva (Andalucía, España). Se encuentra situada en una elevación del terreno junto al borde norte del núcleo urbano, proporcionándole una situación privilegiada. Está considerada un monumento único en la provincia por su bóveda de cañón apuntado y su portada manuelina del siglo XVI.

## Historia
Las obras pudieron iniciarse a inicios del siglo XIV. De este momento se conserva la cabecera y el primer tramo de la nave. El resto del edificio se levantaría a finales del mismo siglo, tras el terremoto de 1356. Originalmente debió presentar una cubierta de azotea con almenas, como la que conserva la Parroquia de San Antonio Abad de Trigueros. En los siglos siguientes se enriquecería la fábrica con obras como el coro (siglo XV) y la portada de los pies (siglo XVI).
El templo fue asaltado en 1936, al inicio de la Guerra Civil, perdiendo gran parte de su patrimonio. Entre las obras destruidas destacan la Virgen de Gracia (siglo XV), el retablo mayor (siglo XVI), el Cristo de la Humildad y Paciencia (siglo XVII), Santa Eulalia (siglo XVIII) y la Virgen de los Dolores y el Niño Jesús, obras ambas de Juan de Astorga.
Fue declarada bien de interés cultural, con la categoría de Monumento, por Decreto 225/1992 de la Consejería de Cultura y Medio Ambiente de la Junta de Andalucía, de 30 de diciembre.

## Descripción

### Interior
El templo tiene planta de salón, con tres naves, siendo la central doble de ancha que las laterales. Las separan arcos apuntados y apoyados en pilares cruciformes. Van cubiertas por bóvedas de horno, dándole a la iglesia una configuración singular en su entorno. La cabecera, poligonal, de cinco lados y limitados por contrafuertes, no se refleja al exterior por estar incluida en las dependencias parroquiales que se adaptan al contorno de ella, distribuyendo sus habitaciones. 
El presbiterio, que ocupa todo el ancho de la nave central, aparece elevado sobre una plataforma y flanqueado por dos semicírculos que ejercen la función de púlpito. Muy alterado por las posteriores obras, lleva bóveda de nervios dividida en cinco paños. En este ámbito recibe culto la Virgen de Gracia, tallado por José Alarcón en 1943. A la izquierda se encuentra la sacristía, comunicada con el presbiterio por una portada manierista de principios del siglo XVII. 
Tanto la nave de la epístola como la del evangelio se compartimenta en cinco tramos, ocupados el primero y el último por capillas. Las de las cabeceras están al mismo nivel que el pavimento de la iglesia, mientras que las de los pies están más elevadas. En el quinto tramo que corresponde al ala de la epístola se encuentra el acceso a la torre. 
La cabecera de la nave del Evangelio tiene un retablo recompuesto con elementos del siglo XVII y dedicado a la Virgen del Carmen. Destacan las dos puertas, con relieves de San Juan Evangelista y un santo obispo, que pertenecieron al sagrario realizado por Francisco Martínez y Gaspar del Águila hacia 1576.
En la nave está el retablo del Rosario, construido también con elementos reutilizados del siglo XVII. La titular es una imagen de vestir de Sebastián Santos tallada en 1942. En sus manos lleva un Niño Jesús de José Alarcón.
La capilla que preside la nave de la Epístola es actualmente la que acoge el sagrario. Anteriormente funcionó como sacristía. En esta nave recibe culto la Virgen de los Dolores, obra de Sebastián Santos de 1938. Es titular de una orden tercera servita fundada el 24 de abril de 1779.
El coro se encuentra a los pies del templo, elevado sobre las tres naves. Presenta un antepecho con merlones mixtilíneos y escalonados. Se apoya sobre un pretil adornado con azulejos sevillanos del siglo XVI.

### Exterior

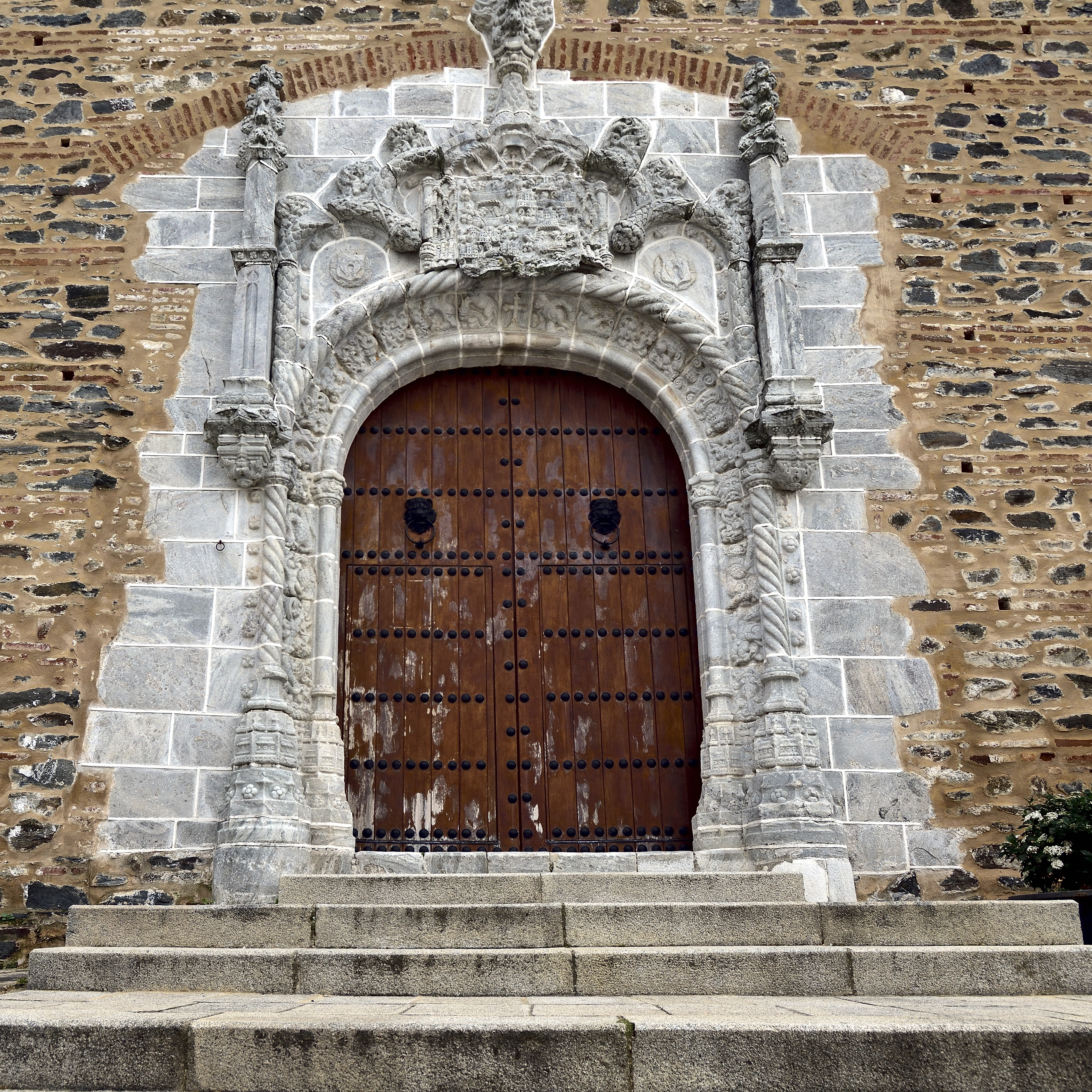
Portada manuelina

Exteriormente, la iglesia muestra su sistema de construcción a base del sistema tradicional de la sierra onubense, combinando mampostería y tongadas de ladrillo. Tanto la cabecera como la nave se ven reforzados por contrafuertes exteriores.
Presenta tres portadas: una en la fachada principal y otra en cada nave lateral. 

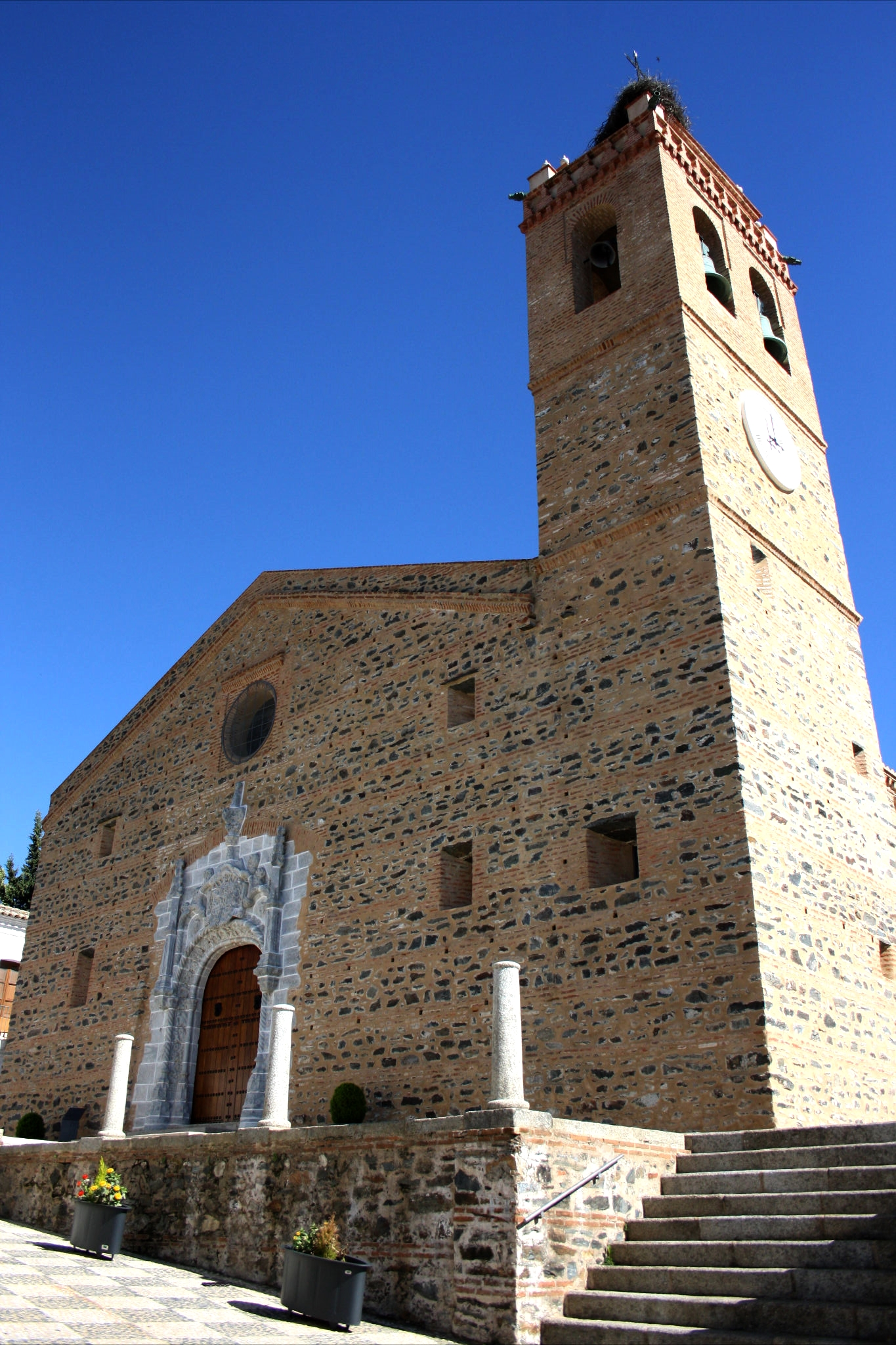
Torre

La portada principal, realizada en piedra, es la que posee un mayor interés artístico. Se forma por medio de un gran arco carpanel apoyado en dos baquetones con pináculos laterales, albergando al verdadero arco con sus jambas y arquivoltas propias. El arco es rebajado, con decoración floral en bandas y cerrado por un baquetón como de tronco de palmera con piñas colgantes. En el centro destaca un escudo acuartelado mostrando en el primer y cuarto cuartel dos calderas, y en el segundo y tercero castillos y leones. Responde a las armas de Alonso Manrique de Lara, arzobispo de Sevilla entre 1523 y 1538. Está considerada el único ejemplo claro del arte manuelino en Andalucía. Es un eco de obras ubicadas en el vecino Alentejo, como la portada de San Juan Bautista de Moura.
La portada lateral derecha, cegada en la actualidad, es de estilo gótico mudéjar y presenta en ladrillo visto un arco apuntado con un resalte exterior, quedando todo el conjunto inscrito en un alfiz. La portada lateral izquierda es de similares características con la diferencia de que ésta se realiza por medio de sillares de piedra muy regulares. En esta misma fachada hay una antigua ventana cegada con azulejo de la Virgen del Rocío.
La torre se alza a los pies de la nave de la Epístola. De caja rectangular en la que se abren varias saeteras, se cubre con chapitel cuadrado revestido de azulejos. Conserva cuatro gárgolas góticas de barro vidriado verde.